# Amorphophallus gigas
Amorphophallus gigas är en kallaväxtart som beskrevs av Johannes Elias Teijsmann och Simon Binnendijk. Amorphophallus gigas ingår i släktet Amorphophallus och familjen kallaväxter. Inga underarter finns listade.